# Castoro (araldica)
In araldica il castoro è simbolo di destrezza, intelligenza e perseveranza. Inoltre, poiché nell'antichità si riteneva che il castoro, credendo di essere cacciato per i suoi genitali, se li recidesse con i denti per stare tranquillo, è anche simbolo di pace. Il castoro è stato spesso assunto nello stemma da chi aveva stipulato una tregua o una pace.

È raro nelle armi italiane ed è più frequente nel blasone tedesco.

Castoro sedente (Stemma di Biberstein, Svizzera)
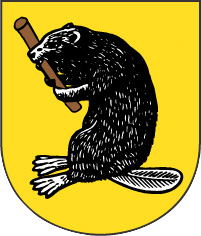
(Stemma di Bibern, Svizzera)
Castoro passante (Mittelbiberach, Germania)
(Distretto di Feuerbach, Stoccarda, Germania)
(Stemma di Bevern, Germania)
D'oro, a tre castori di nero allumati di rosso, posti in banda e ordinati in sbarra (Põlvamaa, Estonia)
Castoro di nero, linguato di rosso (Eno, Finlandia)